# SdJ – Jugend für Mitteleuropa
Die SdJ – Jugend für Mitteleuropa (SdJ) auch Sudetendeutsche Jugend ist die selbstständige Jugendorganisation der Sudetendeutschen Landsmannschaft, die sich als Vertreterin der vertriebenen und verbliebenen Deutschen aus den böhmischen Ländern versteht. Sie wurde nach dem Zweiten Weltkrieg aus örtlichen Gruppen junger Sudetendeutscher gegründet und 1951 als bundesweite Organisation anerkannt. Dabei verfolgt die SdJ das Ziel, die kulturelle und politische Identität der Sudetendeutschen zu bewahren und zu fördern, sowie die Aussöhnung mit den Tschechen zu suchen. Zudem organisiert sie zahlreiche Aktivitäten wie Heimattreffen, Seminare, Fahrten, Freizeiten, Kulturveranstaltungen und Publikationen. Die SdJ ist Mitglied im Bund der Vertriebenen und in der djo – Deutsche Jugend in Europa.

## Geschichte
Die SdJ entstand aus dem Bedürfnis junger Sudetendeutscher, die nach dem Zweiten Weltkrieg aus ihrer Heimat vertrieben wurden, sich untereinander zu vernetzen und ihre kulturellen Wurzeln zu pflegen. Bereits 1946 bildeten sich erste örtliche Gruppen in verschiedenen Städten Deutschlands. 1951 wurde die SdJ als bundesweite Jugendorganisation der Sudetendeutschen Landsmannschaft anerkannt. Die SdJ orientierte sich zunächst an der politischen Forderung nach einem Selbstbestimmungsrecht für die Sudetendeutschen und einer Rückkehr in die Heimat. Mit der Zeit wandelte sich die SdJ zu einer modernen Jugendorganisation, die sich für die europäische Integration und die deutsch-tschechische Verständigung einsetzt. Sie war von Anfang an in verschiedenen Gremien und Verbänden vertreten, wie dem Bund der Vertriebenen, der Deutschen Jugend des Ostens und dem Europäischen Jugendforum. Es werden auch Kontakte zu anderen Jugendorganisationen aus Mittel- und Osteuropa gepflegt, insbesondere zu den tschechischen Partnern von Sojka spolek mladých. Außerdem beteiligt sie sich an verschiedenen Projekten und Initiativen zur Förderung des interkulturellen Dialogs, der Menschenrechte, der Demokratie und der Zivilgesellschaft.
Die Organisation ist auch kulturell aktiv und fördert die sudetendeutsche Volkskultur, insbesondere die Musik, den Tanz, die Tracht und das Brauchtum. Es werden regelmäßig Heimattreffen veranstaltet, bei denen sudetendeutsche Künstler und Gruppen auftreten. Sie gibt auch verschiedene Publikationen heraus, wie die Zeitschrift „Sudetendeutsche Jugend“, den „Sudetendeutschen Kalender“, und das „Powidltascherl“ und verschiedene Bücher.
Die SdJ ist auch in der Bildungsarbeit engagiert und bietet Seminare, Workshops, Vorträge und Fahrten zu verschiedenen Themen an. Sie informiert über die Geschichte und Kultur der Sudetendeutschen, über aktuelle politische Fragen in Europa und über Möglichkeiten des ehrenamtlichen Engagements. Es werden auch internationale Begegnungen und Austauschprogramme mit anderen Jugendlichen aus Mittel- und Osteuropa organisiert.
Die SdJ betreibt seit 1987 einen eigenen Zeltplatz in Gaisthal nahe der deutsch-tschechischen Grenze. Der Zeltplatz ist ein zentraler Ort für die Jugendarbeit der SdJ und bietet Platz für bis zu 100 Personen. Er wird für verschiedene Veranstaltungen genutzt, wie Kinder- und Jugendlager, Freizeiten, Seminare, Feste und Gedenkfeiern. Seit 2018 ist Mario Hierhager aus Freising Vorsitzender des Vereins.
Die SdJ ist vielschichtig in internationaler Arbeit eingebunden und Mitglied in der JEV (Jugend europäischer Volksgruppen) und richtet sich auch deswegen gegen jede Form von Nationalismus, Chauvinismus und Fremdenfeindlichkeit. Insbesondere gegenüber dem rechtsextremen Witikobund besteht ein Unvereinbarkeitsbeschluss bezüglich Mitgliedschaften.

## Struktur
Die SdJ ist eine selbstständige Jugendorganisation mit eigener Satzung und Geschäftsführung. Es existieren sowohl Einzel- als auch Familienmitgliedschaften. Des Weiteren kann man als Gruppe der SdJ als Dachverband beitreten. Mitgliedsgruppen sind u. a. die Schönhengster Sing- und Spielschar, Gemeinschaft Iglauer Sprachinsel e.V., Sing- und Spielschar der Böhmerwäldler Ellwangen, Sudetendeutscher Volkstanzkreis Lauf-Eckental und Umgebung e.V., Moravia Cantat, Egerland-Jugend (EJ) und die Böhmerwald-Jugend (BWJ). Die Mitgliedschaft ist freiwillig und unabhängig von einer Mitgliedschaft in der Sudetendeutschen Landsmannschaft. Die SdJ finanziert sich durch Mitgliedsbeiträge, Spenden, Fördermittel und Eigenleistungen.
Die höchste Instanz ist die Mitgliederversammlung (Bundesjugendtag), die einmal jährlich tagt und alle zwei Jahre den Bundesvorstand wählt.

## Vorsitzende seit Gründung
| Von       | Bis  | Vorsitzender                      |
| --------- | ---- | --------------------------------- |
| 1949      | 1950 | Anton Wuschek                     |
| 1950      | 1951 | Walter Kukula                     |
| 1951      | 1965 | Oskar Böse                        |
| 1961      | 1965 | Horst Theml                       |
| 1965      | 1969 | Erich Kukuk                       |
| 1969      | 1970 | Dieter Hüttner                    |
| 1970      | 1974 | Horst Rössler                     |
| 1974      | 1981 | Erik Waengler                     |
| 1981      | 1990 | Klaus Geisler                     |
| 1990      | 1991 | Peter Pawlik und Christiana Plotz |
| 1991      | 1999 | Peter Pawlik                      |
| 1999      | 2007 | Robert Wild                       |
| 2007      | 2012 | Claudia Beikircher                |
| 2012      | 2018 | Peter Paul Polierer               |
| seit 2018 |      | Mario Hierhager                   |